# جولیو سزار دا سیلوا
جولیو سزار دا سیلوا (به پرتغالی: Júlio César da Silva) مدافع اهل برزیل است که در شهر Bauru و در تاریخ ۸ مارس ۱۹۶۳ به دنیا آمده‌است.
جولیو سزار دا سیلوا در تیم‌های فوتبال گوارانی ،Statde Brestois، مون‌پلیه، یوونتوس، بروسیا دورتموند و بوتافوگو سابقهٔ حضور دارد. این بازیکن همچنین در سال، ۱۹۸۶–۱۹۹۳ برای، تیم ملی فوتبال برزیل به میدان رفته‌است